# جون جونز (لاعب كرة قاعدة)
جون جونز (بالإنجليزية: John Jones)‏ هو لاعب كرة قاعدة أمريكي، ولد في 13 مايو 1901 في كوتسفيل في الولايات المتحدة، وتوفي في 3 نوفمبر 1956 في بالتيمور في الولايات المتحدة.

## وصلات خارجية
- جون جونز على موقعبيزبول رفرنس.كوم (الدوري الرئيسي) (الإنجليزية)